# Antonia Duță
Irina Antonia Duță (née le 8 octobre 2004 à Bucarest) est une gymnaste artistique roumaine.

## Carrière
Antonia Duță remporte la médaille d'argent par équipes au Festival olympique de la jeunesse européenne 2019 à Bakou.
Elle est également médaillée d'argent au concours par équipes aux Championnats d'Europe de gymnastique artistique féminine 2020 à Mersin.